# Bischöfliches Pius-Gymnasium Aachen

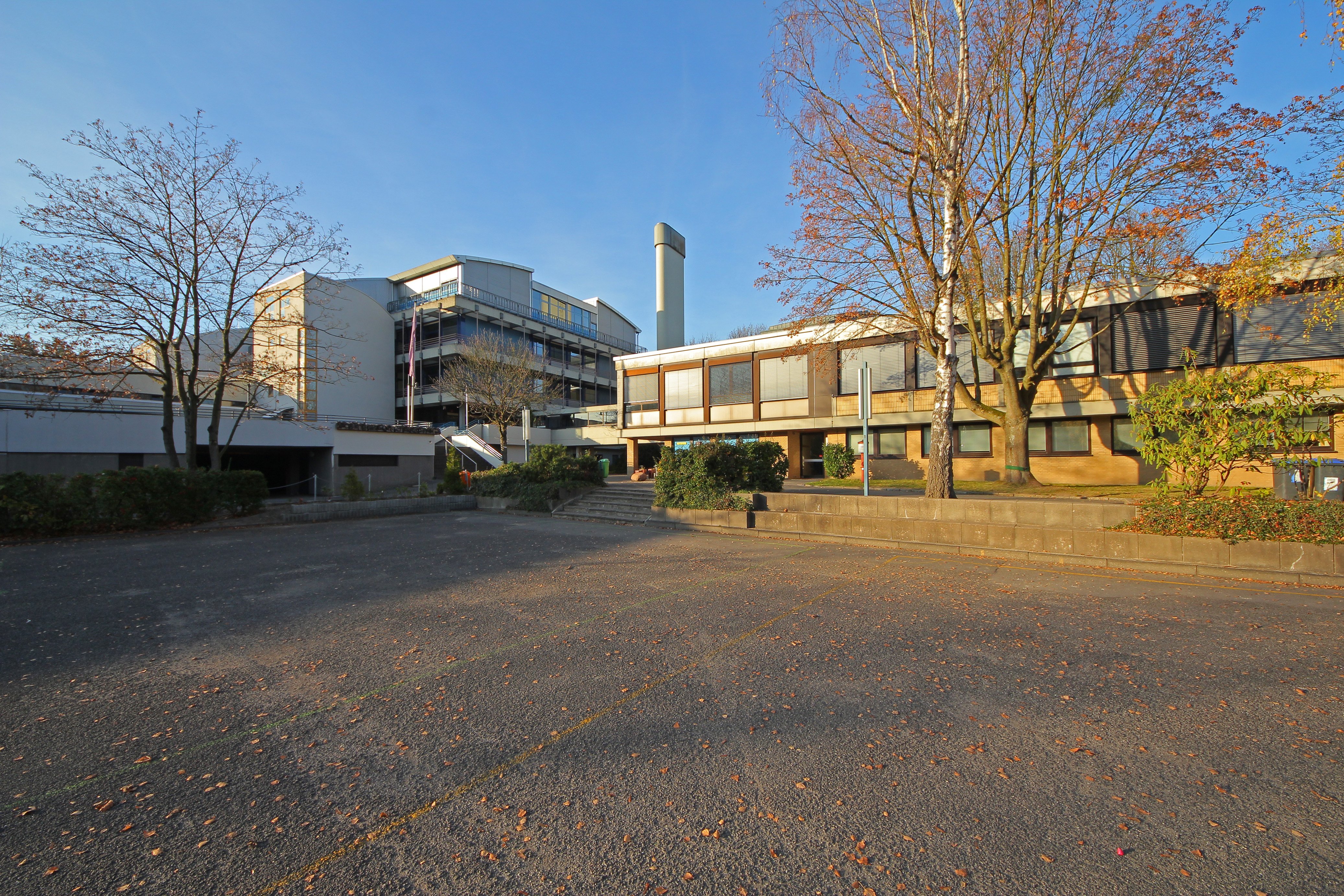
Ansicht vom Schulhof

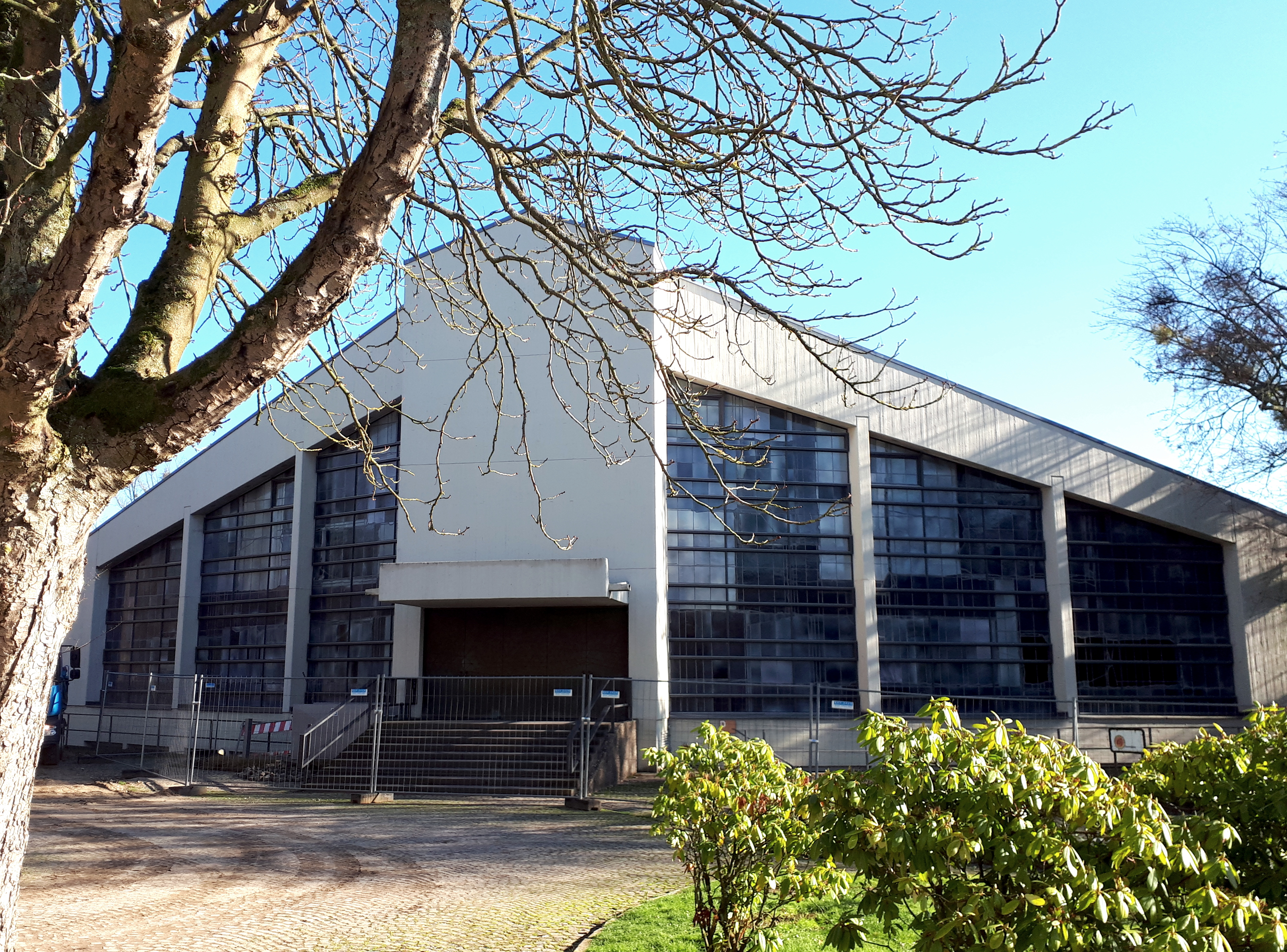
Kapelle des Gymnasiums mit einer Orgel aus der Orgelbauanstalt Georg Stahlhuth & Co m.b.H von 1980

Das Bischöfliche Pius-Gymnasium ist ein in der Trägerschaft des Bistums Aachen stehendes Gymnasium in Aachen, dessen Gründung 1956 von Bischof Johannes Pohlschneider initiiert wurde.

## Geschichte und Konzeption
Das Gymnasium, benannt nach Papst Pius X., wurde 1956 als Aufbaugymnasium von Bischof Johannes Pohlschneider und seinem Generalvikar Prälat Anton Josef Wäckers ins Leben gerufen.
Bei seiner Gründung hatte es bereits ältere Wurzeln, nämlich das von Bischof Johannes Joseph van der Velden errichtete Bischöfliche Konvikt, später Studienheim Haus Eich. In diesem Internat wurden vor allem ältere Volksschüler, zumeist vom Lande und aus bildungsfernen Familien, die den Übergang zu einem regulären Gymnasium nach Klasse 4 oder 5 verpasst haben, durch zweijährige „Förderkurse“ auf die Aufnahmeprüfung in die 9. Klasse des Kaiser-Karls-Gymnasiums vorbereitet.
1956 nahm das Gymnasium als sechsklassiges Aufbaugymnasium für Jungen (reine Internatsschule) seine Arbeit auf, zunächst mit den Klassen 8 bis 10. Als Aufbaugymnasium hatte die Schule die Aufgabe, innerhalb von sechs Schuljahren zum Abitur zu führen. Die Leitung der Schule und des Internats lag in den Händen von Msgr. Michael Molls.

### Entwicklung zur „normalen“ Schule
1965 besuchten bereits 245 Kinder das Gymnasium, das nun auch externe Schüler aufnahm. Auch eine Sexta (5. Klasse) wurde eingerichtet, sodass die Schule nun ein grundständiges Gymnasium wurde.
1967 übernahm der Geistliche Hans-Albert Höntges die Leitung des Internates von Msgr. Molls. Die Leitung der ständig wachsenden Schule, die ab 1972 aufgrund der großen Anzahl der Gymnasien auf dem Land keine Aufbaujahrgänge mehr aufnahm, übernahm 1972 Winfried Knoch aus Bonn.
1973 wurde ein von Rudolf W. Sandhoff entworfenes neues Schulgebäude gebaut, das drei Eingangsklassen ermöglichte.
1978 verließen die letzten Aufbauschüler die Schule, die fortan ein grundständiges Gymnasium (Klassen 5 bis 13) war. Das nun nicht mehr benötigte Internat Haus Eich wurde geschlossen.

### 1991 bis heute
1991 wurden zum ersten Mal auch Mädchen in die Klassen 5 und 11 aufgenommen. Die Schule wurde vierzügig, vorübergehend in Teilen auch fünfzügig.
Die wachsende Schülerzahl machte 1993/94 die Errichtung eines dritten Geschosses notwendig, das mit Beginn des Schuljahres bezogen werden konnte.
1995 trat Winfried Knoch nach 23-jähriger Tätigkeit als Schulleiter am Bischöflichen Pius-Gymnasium in den Ruhestand. Sein Nachfolger wurde Josef Els aus Essen, welcher Ende des Schuljahres 2017/2018 ebenfalls die Schule verlassen hat. Sein Nachfolger wurde am 1. August 2018 Ulrich Brassel, welcher seit 22 Jahren Deutsch und Musik am Pius-Gymnasium unterrichtet.
1998 führte eine Schulpartnerschaft mit dem Humboldt-Gymnasium Leipzig zu einem deutsch-deutschen Austausch. Weitere Partnerschaften bestanden bereits zu Schulen in Frankreich (Versailles und St. Brieuc), England (Gloucester), Ningbo (China) und Tschechien (Liberec).
1999 wurde das Betriebspraktikum der Jahrgangsstufe 11 durch ein Sozialpraktikum abgelöst. Damit kehrte das Pius-Gymnasium zu einer älteren Tradition zurück.
Seit dem Schuljahr 2003/04 besteht wieder ein Silentium. Es betreut im Schuljahr 2005/06 120 Schüler der Klassen 5 bis 10 an vier Wochentagen.
2006 wurde sein 50-jähriges Bestehen mit einer Reihe von Festveranstaltungen gefeiert.
Das Bischöfliche Pius-Gymnasium ist mittlerweile eine Schule mit stets über 1000 Schülern sowie mehr als 80 Lehrern.

## Schulpartnerschaften
- Humboldt-Gymnasium Leipzig
- Versailles
- Saint-Brieuc
- Gloucester
- Liberec
- Ningbo

## Persönlichkeiten
- Heribert August (* 1947), Pfarrer in Burtscheid von 1983 bis 2012 und Organisator von Bosnien-Hilfen; erster Schülersprecher des Pius-Gymnasiums[3]
- Oliver Gaspirtz (* 1970), Abitur 1991, Cartoonist und Autor
- Gerald Goesche (* 1960), Abitur 1980, später römisch-katholischer Priester
- Daniel Goffart (* 1961), Abitur 1981, Telekom-Mitarbeiter und Wirtschaftsjournalist
- Klaus Michael Indlekofer (* 1971), Abitur 1990, Professor für Elektrotechnik und Audiotechnik an der Hochschule RheinMain, Wiesbaden
- Stephan Kaußen (* 1969), Abitur 1989, Sportjournalist und Autor
- Thomas Kemmerich (* 1965), Abitur 1984, Politiker der FDP, Ministerpräsident a. D. Thüringen (2020)
- Thomas Koch (* 1972), Internationaler Meister im Schach
- Armin Laschet (* 1961), Abitur 1981, Politiker der CDU, Ministerpräsident a. D. Nordrhein-Westfalen (2017–2021)
- Simon Oslender (* 1998), Abitur 2016, Jazz-Musiker (Klavier und Hammond-Orgel)
- Marcel Philipp (* 1971), Politiker der CDU, Oberbürgermeister a. D. Aachen (2009–2020), besuchte die Schule von 1981 bis 1990
- Bernd Pietschmann (1962–2024), Wirtschaftswissenschaftler und Rektor an der FH Aachen
- Frank Piller (* 1969), Abitur 1988, Professor für Technologie- und Innovationsmanagement und Vize-Dekan an der RWTH Aachen
- Jürgen Radel (* 1975), Abitur 1996, Professor für Betriebswirtschaftslehre an der HTW Berlin
- Norbert Rollinger (* 1964), Abitur 1983, Vorstandsvorsitzender der R+V Versicherung seit 2017
- Christian Schmidt (* 1971), Abitur 1991, Fußballtorwart bei Alemannia Aachen
- Karl Schultheis (* 1953), Politiker der SPD, Abgeordneter des Landtages NRW, besuchte die Schule von 1966 bis 1973.
- Fritz ter Wey (* 1943), Chorleiter und ehemaliger Musiklehrer am Pius-Gymnasium
- Andreas Wallraff (* 1971), Abitur 1990, Professor für Festkörperphysik an der ETH Zürich